# Dein Schicksal in meiner Hand
Dein Schicksal in meiner Hand (Originaltitel Sweet Smell of Success) ist ein US-amerikanischer Film noir des Regisseurs Alexander Mackendrick aus dem Jahr 1957. Das Filmdrama handelt über Intrigen und Korruption im Manhattaner Zeitungs- und Medienmilieu, in den Hauptrollen spielen Tony Curtis als junger Presseagent, der für seinen beruflichen Aufstieg skrupellos agiert, und Burt Lancaster als größenwahnsinniger Star-Kolumnist. Als Vorlage diente die 1950 veröffentlichte Erzählung Tell Me About It Tomorrow! von Ernest Lehman, der auch gemeinsam mit Clifford Odets für das Drehbuch verantwortlich war. Der Film scheiterte trotz guter Kritiken an den damaligen Kinokassen, erwarb sich aber in den folgenden Jahrzehnten den Status eines Klassikers.

## Handlung
J. J. Hunsecker ist ein New Yorker Star-Journalist, der dank seiner von 60 Millionen Menschen gelesenen Kolumne einen großen Einfluss auf die öffentliche Meinung in den Vereinigten Staaten ausübt. In Hunseckers Gefolge befindet sich der junge, ehrgeizige Presseagent Sidney Falco. Der windige Sidney lässt sich etwa von Restaurants oder bekannten Personen dafür bezahlen, dass sie durch seine Vermittlung in den Kolumnen von Hunsecker Erwähnung finden. Allerdings ist Falco dadurch von Hunseckers Wohlwollen abhängig. Doch derzeit ist Hunsecker schlecht auf Sidney zu sprechen, denn diesem ist es entgegen seinen Versprechungen nicht gelungen, für ein Ende der Romanze von Hunseckers 19-jähriger Schwester Susan mit dem Jazzgitarristen Steve Dallas zu sorgen. Der ansonsten gegenüber allen Menschen kalte und berechnende J. J. hegt für seine Schwester eine Überfürsorglichkeit, die teilweise in das Krankhafte geht. J. J. betrachtet den Jazzmusiker als Eindringling in die enge, von ihm dominierte Beziehung zu seiner Schwester.
Da Sidney sein Versprechen nicht erfüllt hat, erwähnt J. J. schon seit einigen Tagen keine Klienten von Sidney mehr in seinen Kolumnen. Erste Klienten beschweren sich bei Sidney, der nervös wird. Sidney sucht den Club auf, in der Steve spielt. Er findet heraus, dass Susan und Steve sich verlobt haben, und geht mit dieser Information zu Hunsecker. Sidney verspricht Hunsecker, bis morgen früh für ein Ende der Verlobung zu sorgen, im Gegenzug solle er wieder Klienten von ihm erwähnen. Sidney macht sich schnell an die Ausführung seines Plans und sucht dafür Konkurrenten von Hunsecker auf, die ebenfalls bekannte Kolumnisten sind. Zunächst versucht er den Journalisten Leo Bertha mit einer außerehelichen Affäre zu erpressen, damit dieser etwas Schlechtes über Steve schreibe. Doch Leo lehnt das unmoralische Angebot ab und gesteht seiner Frau offen seinen Fehltritt. Deshalb sucht Sidney mit Otis Ewell einen weiteren Kolumnisten auf. Elwell geht auf Sidneys Angebot ein, im Gegenzug bietet Sidney ihm an, eine sexuelle Gefälligkeit für ihn zu arrangieren. Sidney und Elwell suchen die Wohnung von Sidneys Gelegenheitsliebschaft Rita auf. Rita möchte sich zunächst nicht für Elwell hergeben, lässt sich aber von Sidney überreden, da sie droht ihren derzeitigen Job zu verlieren und der einflussreiche Elwell ihr helfen kann. Rita und Elwell verbringen die Nacht miteinander.
Am nächsten Tag enthüllt Elwell in seiner Kolumne, dass der Jazzmusiker Steve Dallas ein Kommunist und Marihuana-Raucher sei. Aufgrund dieser Diffamierungskampagne wird die gesamte Band von Steve aus ihrem Engagement im Club gefeuert. Wie geplant greift J. J. Hunsecker als scheinbarer Retter ein und sorgt für eine Wiedereinstellung der Band. Dadurch soll Steve in seiner Schuld stehen und von Susan ferngehalten werden. Doch Steve ahnt das falsche Spiel und gibt J. J. offen zu verstehen, dass er dessen Einfluss auf die Gesellschaft für böse hält. Susan muss nun zwischen ihrem Bruder und ihrem Verlobten wählen. Sie trennt sich von Steve, in der Hoffnung, dass ihr Bruder dann von ihm ablässt. Steves Worte gegen ihn haben jedoch J. J. rachsüchtig gemacht, und er befiehlt Sidney, Steve Marihuana unterzuschieben. Der etwas schockierte Sidney zögert zunächst, aber als J. J. ihm anbietet, ihn drei Monate lang seine Kolumne schreiben zu lassen, während er mit Susan in Europa Urlaub macht, willigt er ein.
Am Abend versteckt Sidney das Marihuana in Steves Mantel, während dieser im Club spielt. Der von Hunsecker gekaufte Polizeibeamte Kello taucht anschließend scheinbar zufällig auf und findet das Marihuana in der Jacke. Kello greift Steve dermaßen heftig an, dass er ins Krankenhaus muss. Sidney trinkt unterdessen auf seinen Triumph und sieht eine glänzende Zukunft vor sich. Da wird er in Hunseckers Penthouse-Wohnung gerufen. Als er dort angetrunken auftaucht, findet er nur die wenig bekleidete Susan vor. Sie hat von Steves Verhaftung erfahren und offenbar vor, sich durch einen Sprung vom Balkon das Leben zu nehmen. Er kann sie gerade noch retten und bringt sie in ihr Schlafzimmer, hält die aufgebrachte Susan aber weiterhin fest. Auf einmal taucht J. J. in der Wohnung auf und missversteht die Situation. Er glaubt, dass Sidney seine über alles geliebte Schwester vergewaltigen wollte. Susan ist nicht daran interessiert, die Situation zugunsten von Sidney aufzuklären. Möglicherweise hat sie es sogar auf die für Sidney verfängliche Situation angelegt.
J. J. hat es nun auf Sidney abgesehen: Er ruft Kello an, sagt ihm, dass Steve freigelassen gehört, und fordert, dass Sidney verhaftet werden soll, weil er dieser das Marihuana im Mantel als falschen Beweis platziert habe. J. J. tut nun so, als habe er mit der ganzen Situation nichts zu tun. Der wütende Sidney offenbart aber Susan, dass J. J. hinter der Verschwörung gegen Steve steckt, und nimmt ihr damit die letzten Illusionen über ihren Bruder. Auch droht Sidney seinem Förderer, Wahrheiten über ihn zu enthüllen. Als Sidney das Gebäude verlässt, wartet Kello bereits auf ihn und schlägt ihn brutal zusammen, ehe er ihn verhaftet. Während die Susan ihre Sachen packt, fleht J. J. sie vergeblich an, zu bleiben; sie teilt ihm kühl mit, dass der Tod einem Leben mit ihm vorzuziehen sei. J. J. sieht vom Balkon aus zu, wie seine Schwester über die morgendliche Straße schreitet, um mit Steve ein neues Leben zu beginnen.

## Hintergrund
Dein Schicksal in meiner Hand basiert auf einer Novelle von Ernest Lehman, die 1950 unter dem Titel Tell Me About It Tomorrow! in der Zeitschrift Cosmopolitan veröffentlicht wurde. Als reales Vorbild für die Figur des Hunsecker diente der bekannte Zeitungskolumnist Walter Winchell, der besonders zwischen den 1930er- und 1950er-Jahren einen großen Einfluss auf die öffentliche Meinung in den USA hatte. In der damaligen amerikanischen Öffentlichkeit wurde Hunsecker als Anspielung auf Winchell weitgehend verstanden. Winchell, dessen Einfluss um die Entstehungszeit dieses Filmes zu schwinden begann, igonierte den Film weitestgehend und äußerte, er wolle sich mit den „Lehmans dieser Welt“ nicht herumschlagen.
Lehman hatte sich bereits seit der Veröffentlichung seiner Novelle 1950 um eine Verfilmung bemüht, sie galt allerdings unter den Regeln des Hays Code noch für einige Jahre als unverfilmbar. Das Hays Office riet von einem solchen Film ab. Erst eine gewisse Liberalisierung des Codes im Verlauf der 1950er-Jahre machte die Filmadaption möglich, wobei die Filmemacher nicht auf Forderungen des Hays Office eingingen, neben dem negativ gezeichneten Kello auch einen ehrenhaften Polizisten in das Drehbuch einzubauen.
Im Auftrag der Produktionsfirma Hecht-Hill-Lancaster verfasste Lehman auch das Drehbuch für die Verfilmung und war zeitweise als Regisseur im Gespräch. Da der Filmverleih United Artists jedoch Bedenken hatte, das Projekt einem Regiedebütanten anzuvertrauen, erhielt Alexander Mackendrick den Auftrag. Für Mackendrick, der durch seine Filme bei den britischen Ealing Studios bekannt geworden war, war es sein erster amerikanischer Spielfilm.
Eine der Hauptrollen übernahm Tony Curtis, der zuvor meist Liebhaber und Abenteuerhelden verkörpert hatte, und in Dein Schicksal in meiner Hand erstmals einen unsympathischen Charakter darstellte. Für die Rolle des J. J. Hunsecker waren unter anderem Orson Welles und Hume Cronyn im Gespräch. United Artists bestand jedoch auf dem Zuschauermagneten Burt Lancaster, der schon in Trapez erfolgreich neben Tony Curtis gespielt hatte und auch als Produzent am Film beteiligt war.
Als Ernest Lehman wegen einer Krankheit die Arbeit am Drehbuch nicht fortsetzen konnte, sprang der Bühnenautor Clifford Odets für ihn ein. Da dieser in einem monatelangen Prozess eine vollständige Überarbeitung des Stoffes vornahm, begannen die Dreharbeiten ohne ein fertiges Skript, da der Produktionsstart nicht verschoben werden konnte.

## Rezeption

### Kritiken
Dein Schicksal in meiner Hand feierte seine Premiere am 27. Juni 1957 und kam am 25. April 1958 in die westdeutschen Kinos. Während die Kritiken überwiegend positiv ausfielen, entpuppte sich der Film als kommerzieller Misserfolg. Heute gilt er als ein Klassiker des Film noir. Bei Rotten Tomatoes holt der Film, basierend auf 61 Kritiken, eine positive Wertung von 98 % (Stand: April 2024).
Das Lexikon des internationalen Films schreibt: „Ein Film mit stark psychologisch akzentuiertem dramatischem Plot, mit zynischen Untertönen und herber Kritik an der Korruption einer macht- und geldgierigen Massenpresse. Bemerkenswert wegen der intelligenten Regie, exakter Darstellung und der effektvollen Schwarzweiß-Fotografie.“
Roger Ebert verglich 1997 die beiden Hauptfiguren mit zwei Hunden, von denen der eine dominant, der andere unterwürfig ist. Die Beziehung von Hunsecker und Falco sei eine der „überzeugendsten und am genauesten beobachteten symbiotischen Beziehungen im Kino“. Überdies lobt Ebert die Kameraarbeit von Wong Howe und das Gespür von Zeit und Ort im Film, der ein Manhattan mit eiligen Passanten, Häuserblöcken und Jazzclubs zeige.

### Auszeichnungen
British Film Academy Awards 1958
- Nominierung in der Kategorie Bester ausländischer Schauspieler für Tony Curtis

Laurel Awards 1958
- Nominierung in der Kategorie Beste Nebendarstellerin für Barbara Nichols
- Nominierung in der Kategorie Bester Hauptdarsteller in einem Drama für Tony Curtis

National Film Preservation Board
- 1993: Aufnahme in das National Film Registry

Das American Film Institute wählte die Figur des J. J. Hunsecker im Jahr 2003 auf Platz 35 der größten Filmschurken des amerikanischen Kinos.

## Musicaladaption
Die Musicaladaption des Films von Marvin Hamlisch, Craig Carnelia und John Guare wurde 2002 am Broadway uraufgeführt und für sieben Tony Awards nominiert. John Lithgow gewann die Auszeichnung für seine Darstellung des J. J. Hunsecker.